# شهرستان جیانشوی
شهرستان جیانشوی (به لاتین: Jianshui County) یک منطقهٔ مسکونی در چین است که در ولایت خودمختار هونگهه هانی و یی واقع شده‌است. شهرستان جیانشوی ۳٬۹۴۰ کیلومتر مربع مساحت و ۴۹۰٬۰۰۰ نفر جمعیت دارد.